# Сеизмично инженерство
Сеизмично инженерство – част от гражданското Строително инженерство е специализира в изучаването на поведението на Сгради и конструкции в сеизмична зона на влияние по земната повърхност, загубата на почва от свлачища, вълни цунами и развитието на методите и технологиите за изграждане на сгради, устойчиви на земетръсен стрес. През 1982 г. е създадена централна лаборатория, която провежда редица изследвания в областта на сеизмичната механика и инженерство с цел да намали въздействията от трусовете.

## Основните цели на сеизмичното инженерство
- Проучване на взаимодействието на строителната площадка и нестабилна основа
- Оценка на последствията от възможни сеизмични въздействия[2]
- Проектирането, изграждането и поддръжката на съоръженията за устойчивост на земетресения.Сеизмичен изолатор предпазва съвременните сгради от силните земни вибрации и трусове.